# Campyloneurus exoletus
Campyloneurus exoletus är en stekelart som först beskrevs av Smith 1858.  Campyloneurus exoletus ingår i släktet Campyloneurus och familjen bracksteklar. Inga underarter finns listade.